# Knipowitschia
Knipowitschia hay còn gọi là cá bống xuân là một chi của Họ Cá bống trắng

## Các loài
Chi này hiện hành có các loài sau đây được ghi nhận:
- Knipowitschia byblisia Ahnelt, 2011 (Byblis goby)
- Knipowitschia cameliae Nalbant & Oţel, 1995 (Danube delta dwarf goby)
- Knipowitschia caucasica (L. S. Berg, 1916): Loài này được tìm thấy ở Armenia, Azerbaijan, Bulgaria, Hy Lạp, Iran, Kazakhstan, România, Nga, Thổ Nhĩ Kỳ, Vương quốc Anh, Ukraina, và Uzbekistan.
- Knipowitschia caunosi Ahnelt, 2011 (Caunos goby)
- Knipowitschia croatica Mrakovčić, Kerovec, Mišetić & D. Schneider, 1996: Loài này được tìm thấy ở Bosnia và Herzegovina và Croatia. Các môi trường sống tự nhiên của chúng là sông có nước theo mùa, suối nước ngọt, và karst nội địa. Nó bị đe dọa do mất môi trường sống.
- Knipowitschia ephesi Ahnelt, 1995: Nó là loài đặc hữu của Thổ Nhĩ Kỳ. Môi trường sống tự nhiên của nó là các con sông. Nó bị đe dọa do mất môi trường sống.
- Knipowitschia goerneri Ahnelt, 1991: Đây là loài đặc hữu của hòn đảo Corfu miền tây Hy Lạp. Môi trường sống tự nhiên của chúng là suối nước ngọt và phá nước mặn ven biển. Chúng hiện đang bị đe dọa vì mất môi trường sống.
- Knipowitschia iljini L. S. Berg, 1931
- Knipowitschia longecaudata (Kessler, 1877) (Longtail dwarf goby)
- Knipowitschia mermere Ahnelt, 1995: Nó là loài đặc hữu của Thổ Nhĩ Kỳ. Môi trường sống tự nhiên của chúng là hồ nước ngọt. Nó bị đe dọa do mất môi trường sống.
- Knipowitschia milleri (Ahnelt & Bianco, 1990): Đây là loài đặc hữu của Hy Lạp. Môi trường sống tự nhiên của chúng là sông ngòi and vùng đồng bằng nội địa.
- Knipowitschia montenegrina Kovačić & Šanda, 2007
- Knipowitschia mrakovcici P. J. Miller, 2009
- Knipowitschia panizzae (Verga, 1841): Loài này có ở Albania, Bosna và Hercegovina, Hy Lạp và Ý. Môi trường sống tự nhiên của chúng là sông ngòi, hồ nước ngọt, và phá nước mặn ven biển.
- Knipowitschia punctatissima (Canestrini, 1864): Đây là loài đặc hữu của Ý. Môi trường sống tự nhiên của chúng là sông ngòi và suối nước ngọt. Chúng hiện đang bị đe dọa vì mất môi trường sống.
- Knipowitschia radovici Kovačić, 2005 (Norin goby)
- Knipowitschia thessala (Vinciguerra, 1921) Nó là loài đặc hữu của Hy Lạp. Các môi trường sống tự nhiên của chúng là sông. Nó bị đe dọa do mất môi trường sống.